# TVP Erotyka
TVP Erotyka – polska erotyczna stacja telewizyjna, która emitowana była w latach 2005–2006 z satelitów Hot Bird (częstotliwość 11.013H) i Atlantic Bird 1 (pozycja 12,5°W, częstotliwość 11.389H). Kanał wbrew nazwie nie miał nic wspólnego z Telewizją Polską i nadawał numery telefonicznych serwisów erotycznych.
Nadawcą programu była niemiecka firma Stellar z Kolonii, zaś technicznej transmisji satelitarnej dokonała izraelska firma RRSat Global Communications Network Ltd.
Do grudnia 2005 roku kanał nazywał się Tęsknota TV.